# Bezohlední
Bezohlední (v anglickém originále Reckless) je americký dramatický televizní seriál z policejního a soudního prostředí, vysílaný od 29. června do 13. září 2014 televizí CBS. Celkově bylo odvysíláno 13 dílů. V českém znění seriál vysílala od 28. dubna 2015 TV Nova.

## Obsazení
| Původní obsazení | Český dabing      | Postava                     |
| ---------------- | ----------------- | --------------------------- |
| Anna Woodová     | Antonie Talacková | Jamie Sawyer, obhájkyně     |
| Cam Gigandet     | Michal Holán      | Roy Rayder, státní zástupce |
| Shawn Hatosy     | Petr Burian       | Terry McCandless            |
| Georgina Haigová | Kateřina Velebová | Lee Anne Marcusová          |
| Adam Rodriguez   | Radek Kuchař      | Preston Cruz                |
| Michael Gladis   | Bohdan Tůma       | Holland Knox, velitel       |
| Kim Wayans       | Vanda Konečná     | Vi Briggsová                |
| Gregory Harrison | David Matásek     | Decatur „Dec“ Fortnum       |

## Seznam dílů
| Č. | Původní název         | Český název             | Režie               | Scénář                | Premiéra v USA    | Premiéra v ČR   | Sledovanost |
| -- | --------------------- | ----------------------- | ------------------- | --------------------- | ----------------- | --------------- | ----------- |
| 1  | Pilot                 | Sex, lži a policie      | Catherine Hardwicke | Dana Stevens          | 29. června 2014   | 28. dubna 2015  | 3,99        |
| 2  | Parting Shots         | Výstřely na rozloučenou | John Gray           | Dana Stevens          | 6. července 2014  | 4. května 2015  | 3,77        |
| 3  | Stand Your Ground     | Každý má svou pravdu    | Stephen Surjik      | Corey Miller          | 13. července 2014 | 5. května 2015  | 3,94        |
| 4  | Blind Sides           | Z odvrácené strany      | Ed Ornelas          | Allen MacDonald       | 20. července 2014 | 11. května 2015 | 3,96        |
| 5  | Bloodstone            | Bratrská láska          | Michael Apted       | Brian Oh              | 27. července 2014 | 12. května 2015 | 4,07        |
| 6  | Family Plot           | Rodinná záležitost      | John Gray           | Corinne Brinkerhoff   | 3. srpna 2014     | 18. května 2015 | 4,29        |
| 7  | Deep Waters           | Kalné vody              | Joshua Butler       | Paul Sciarrotta       | 10. srpna 2014    | 19. května 2015 | 4,32        |
| 8  | When the Smoke Clears | Až se vyčistí vzduch    | Eric Laneuville     | Jon Worley            | 24. srpna 2014    | 25. května 2015 | 3,96        |
| 9  | Damage Control        | Mimo nebezpečí          | Randy Zisk          | Denise Hahn           | 30. srpna 2014    | 26. května 2015 | 2,99        |
| 10 | Fifty-One Percent     | Nikdy se nevzdávat      | Coky Giedroyc       | Kathryn Miller Kelley | 31. srpna 2014    | 1. června 2015  | 4,36        |
| 11 | And So It Begins      | Proces začíná           | Jan Eliasberg       | Devon Greggory        | 7. září 2014      | 2. června 2015  | 4,68        |
| 12 | Civil Wars (Part 1)   | Kdo s koho (1/2)        | Ian Sander          | Corey Miller          | 13. září 2014     | 8. června 2015  | 2,92        |
| 13 | Civil Wars (Part 2)   | Kdo s koho (2/2)        | John Gray           | Dana Stevensová       | 13. září 2014     | 9. června 2015  | 3,63        |